# La Vilueña
La Vilueña (aragónul La Viluenya) település Spanyolországban,  Zaragoza tartományban. La Vilueña Ateca, Munébrega, Terrer és Paracuellos de Jiloca községekkel határos. Lakosainak száma 57 fő (2024).

## Népesség
A település népessége az utóbbi években az alábbiak szerint változott:
| Lakosok száma | 98   | 107  | 116  | 110  | 111  | 106  | 88   | 72   | 65   | 57   |
|               | 2001 | 2004 | 2007 | 2009 | 2012 | 2014 | 2017 | 2019 | 2022 | 2024 |